# Card Hunter
Card Hunter é um jogo flash que combina elementos de um jogo de cartas digital colecionável com um jogo de tabuleiro de mesa.
O jogo foi desenvolvido pela Blue Manchu Games, então liderada pelo cofundador da Irrational Games, Jon Chey. A equipe de desenvolvimento também foi, à época, formada por outros ex-funcionários da Irrational Games e da Looking Glass Studios, além de consultores que trabalharam anteriormente em Magic: The Gathering . Foi inicialmente lançado como um jogo baseado em navegador da web em setembro de 2013, com um cliente próprio lançado para Microsoft Windows e OS X em julho de 2015. Em 22 de dezembro de 2020, a Blue Manchu Games transferiu a propriedade do jogo para The Knights of Unity, a fim de que esta continuasse a atualizar e dar manutenção no jogo.  
Card Hunter é apresentado ao jogador como uma sessão de jogo com o gamemaster Gary que guia o jogador através de um RPG de mesa, usando módulos de masmorras semelhantes aos de Dungeons & Dragons que consistem em 1 ou mais batalhas. 
Card Hunter faz uso de microtransações para que o jogador possa gastar dinheiro do mundo real para obter acesso a novas aventuras, a melhores itens no final das batalhas, ou para abrir baús de prêmios que contêm equipamentos aleatórios. Como tal, considera-se que o jogo combina os aspectos das cartas colecionáveis de Magic the Gathering com os conceitos de RPG de Dungeons & Dragons .  